# Новое (Широковский район)
Новое (укр. Нове) — село,
Зеленобалковский сельский совет,
Широковский район,
Днепропетровская область,
Украина.
Код КОАТУУ — 1225884404. Население по переписи 2001 года составляло 128 человек.

## Географическое положение
Село Новое находится в 1,5 км от села Курганка и в 2,5 км от села Шведово.
По селу протекает пересыхающий ручей с запрудой.

## История
- В 1946 г. хутор Новая Молдавия переименован в Новый[2].